# Una luce nerissima
Una luce nerissima è un romanzo di Paola Capriolo pubblicato nel 2005 e vincitore del Premio Letterario Basilicata nel 2006.
Protagonista della storia è un golem, benché la parola non venga mai impiegata nel testo; l'autrice si è ispirata al mito relativo, per cui la città d'ambientazione può essere identificata con Praga, mentre gli altri due personaggi principali, il rabbino e l'imperatore, adombrano rispettivamente Judah Loew e Rodolfo II d'Asburgo.

## Trama
In una città attraversata da un grande fiume, si fronteggiano due comunità: su una riva l'imperatore, in un fastoso palazzo con i suoi sudditi, sull'altra gli ebrei nel ghetto. Una notte, il rabbino, uomo sapiente e ritenuto detentore di grandi poteri, prende l'argilla dal greto del fiume e plasma una figura antropomorfa e inserisce nella bocca del simulacro una pergamena con su scritta una parola divina: la creatura, chiamata Yossel, prende vita e segue il suo artefice all'interno del ghetto. Yossell viene alloggiato nella soffitta della sinagoga.
I discepoli del rabbino e la sua piccola domestica, Miriam, sono atterriti dall'uomo di argilla, il quale però obbedisce docilmente al maestro. Yossel non parla, ma capisce, e il rabbino lo istruisce raccontandogli storie sugli angeli e sull'origine degli uomini. Dopo qualche tempo anche Miriam si abitua a Yossel e gli insegna, come in un gioco, a partecipare ai lavori di casa. Convinto che Miriam sia un angelo, Yossel cerca di conquistare la benevolenza della fanciulla.
Una sera il rabbino conduce Yossel fuori dal ghetto; è convinto che la creatura non debba restare sempre relegata in soffitta. Il cielo al tramonto fa risaltare nella sua magnificenza il palazzo dell'imperatore e la visione si imprime nell'anima della creatura d'argilla. Ma quando i due sono sul ponte che collega le due rive, giunge la carrozza dell'imperatore: alla vista di Yossel i cavalli rifiutano di proseguire, i soldati di scorta non osano avvicinarsi e uno solo si azzarda a toccare il "mostro" con il piatto della spada. Questo gesto fa precipitare l'infelice in una follia senza ritorno e lo si deve isolare, perché il suo urlo di terrore non ha fine.
Durante la notte sudditi violenti e vendicativi appiccano il fuoco al ghetto. Le povere case degli ebrei bruciano con facilità e molte persone restano intrappolate ai piani più alti. Il rabbino dice a Yossel poche parole segrete e rassicura la gente che il suo servo aiuterà i bisognosi. Yossel infatti cresce a dismisura, raggiunge i tetti delle case, mettendo in salvo gli intrappolati; poi si getta nel fiume e solleva un'ondata immane che, abbattendosi sul ghetto, spegne gli incendi. Nessuno è morto, i danni sono grandi ma riparabili in fretta. Yossel ha compiuto la sua missione e torna alle normali dimensioni.
Nel frattempo l'imperatore, uomo melanconico e solitario, comprende che nel ghetto c'è qualcosa che ha in sé un immenso potere. Il potere è al centro delle ricerche del sovrano, che a tale scopo si circonda di alchimisti e sapienti. Costoro, più dediti alla cortigianeria che ad altro, si sforzano di aizzare il monarca contro gli ebrei e giustificano l'azione criminale degli incendiari. Ma l'imperatore non li asseconda e si dirige al ghetto, alla casa del rabbino. Quando entra, il sovrano si accorge di essere in un duplicato del suo castello e in lui cresce l'interesse per quello che ormai gli pare un potente mago. Perciò invita il rabbino a palazzo con Yossel.
Nella notte cade la neve e Yossel ne è fortemente stupito. Quando esce con il rabbino per raggiungere il palazzo imperiale, i due faticano a camminare, ma un prodigio fa spuntare le foglie e i fiori al loro passaggio, e gli uccelli e gli insetti della primavera emettono i loro suoni più belli. Tutti i sapienti del monarca sono allibiti, invidiosi. Per quanto tendano le orecchie, non una parola arriva loro del colloquio regale concesso al rabbino. L'imperatore propone di condividere il potere, di cedergli Yossel e, per convincere il maestro, arriva a togliersi un guanto azzurro che gli copre sempre la mano sinistra. Sul palmo della mano c'è un segno di morte, una stella nera. Così il rabbino dice all'imperatore che solo Dio potrà liberarlo dal marchio e non gli cede Yossel, ma lo riaccompagna a casa.
Tornati al ghetto, Yossel riprende i suoi giochi con Miriam, benché la notte sia ossessionato nei sogni dalla figura dell'imperatore vestito di azzurro e con la corona in testa. Il rabbino, per istruire i discepoli, racconta la storia di una principessa bandita dal re padre, e chiama all'ascolto anche Miriam e Yossel. Questi si convince che la ragazzina sia la principessa e non un angelo, e che nasconda sotto le povere vesti la magnificenza della figlia di un re. Matura in lui, perciò, il desiderio di vedere questa magnificenza e una sera, poiché la stolta Miriam ha preso l'abitudine di andare alla porta della soffitta a fargli degli scherzi, ella si spinge oltre la porta con il corsetto sbottonato. Il silenzio si richiude sui due.
L'indomani il maestro e i discepoli ritrovano Miriam in soffitta, morta per mano di Yossel. Il rabbino intende distruggere al più presto la creatura, perché il sangue di Miriam deve essere vendicato anche secondo la Legge divina. Nella notte, creatore e creatura scendono nei cunicoli che, passando sotto il ghetto, portano al fiume, ma una volta giunti lì il maestro lascia libero Yossel.
Tristemente Yossel si avvia verso la città. Tutti fuggono alla sua vista, ma egli si consegna senza problemi alle guardie armate che lo chiudono in una torre, secondo il volere del sovrano. Poco dopo ecco arrivare da Yossel quell'ometto con il vestito azzurro e il cerchietto sulla fronte. L'uomo parla e appoggia la mano sinistra con il marchio sul braccio di Yossel. Allora un potere smisurato si impadronisce della creatura di argilla che cresce a dismisura fino a sfondare la torre e soffocare il re. Poi continua a dilatarsi inondando di argilla il castello, la città, il ponte, il ghetto. Non potendo più sopportare la vita così, senza un confine, Yossel ricorda che tutto è legato al piccolo cartiglio che ha sotto la lingua. Con uno sforzo immane, lo estrae e il suo sguardo legge la parola divina, prima di estinguersi.

## Edizioni
- Paola Capriolo, Una luce nerissima, Milano, Mondadori, 2005.